# 厚叶蛇根草
厚叶蛇根藤（学名：Ophiorrhiza crassifolia）为茜草科蛇根草属的植物，为中国的特有植物。分布于中国大陆的广西等地，一般生于林下石上，目前尚未由人工引种栽培。